# U-475 (tàu ngầm Đức)
U-475 là một tàu ngầm tấn công  Lớp Type VII thuộc phân lớp Type VIIC được Hải quân Đức Quốc Xã chế tạo trong Chiến tranh Thế giới thứ hai. Nhập biên chế năm 1943, nó chỉ đơn thuần hoạt động trong khu vực biển Baltic, thực hiện được bốn chuyến tuần tra và gây hư hại cho một tàu chiến tải trọng 56 tấn. U-475 sống sót qua Thế Chiến II, và đến giai đoạn kết thúc cuộc xung đột, nó bị đánh chìm tại Kiel trong khuôn khổ Chiến dịch Regenbogen vào ngày 3 tháng 5, 1945 để tránh bị lọt vào tay lực lượng Đồng Minh. Xác tàu được trục vớt và tháo dỡ năm 1947.

## Thiết kế và chế tạo

### Thiết kế

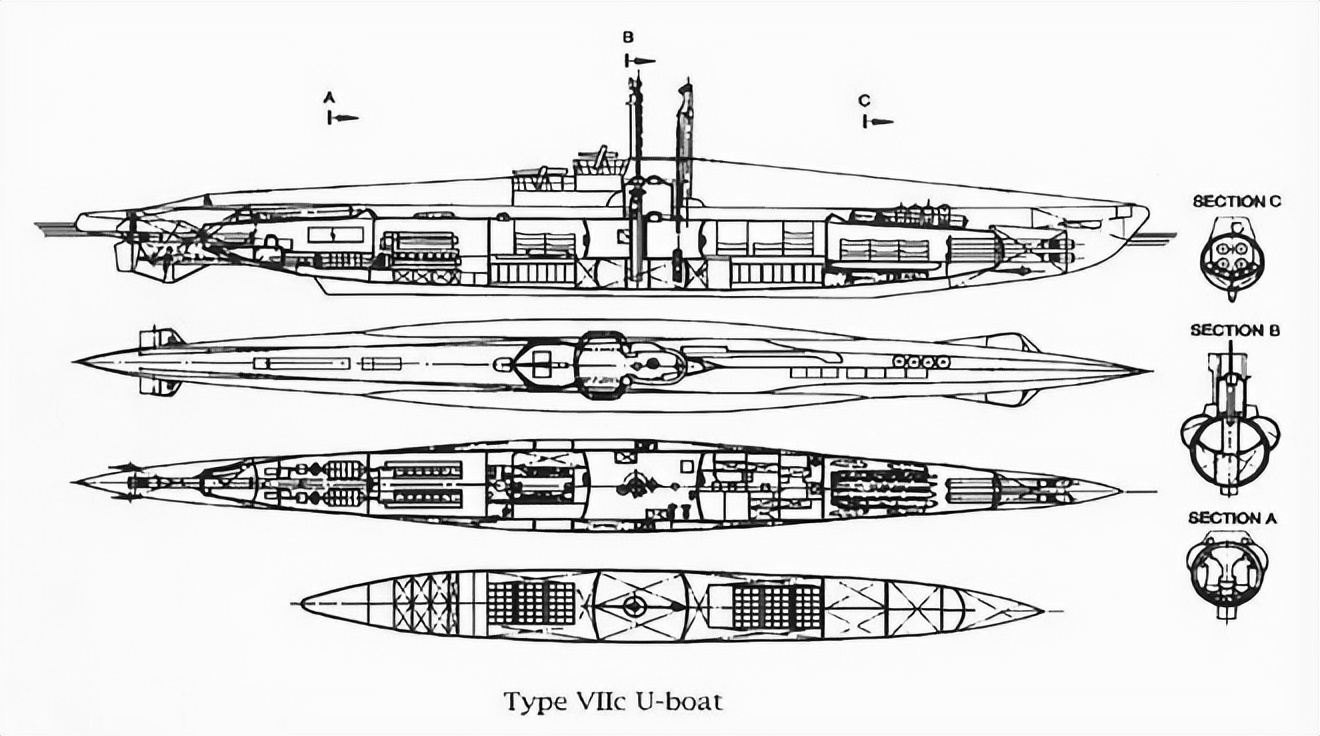
Sơ đồ các mặt cắt một tàu ngầm Type VIIC

Phân lớp VIIC của Tàu ngầm Type VII là một phiên bản VIIB được kéo dài thêm. Chúng có trọng lượng choán nước 769 t (757 tấn Anh) khi nổi và 871 t (857 tấn Anh) khi lặn). Con tàu có chiều dài chung 67,10 m (220 ft 2 in), lớp vỏ trong chịu áp lực dài 50,50 m (165 ft 8 in), mạn tàu rộng 6,20 m (20 ft 4 in), chiều cao 9,60 m (31 ft 6 in) và mớn nước 4,74 m (15 ft 7 in).
Chúng trang bị hai động cơ diesel Germaniawerft F46 siêu tăng áp 6-xy lanh 4 thì, tổng công suất 2.800–3.200 PS (2.100–2.400 kW; 2.800–3.200 bhp), dẫn động hai trục chân vịt đường kính 1,23 m (4,0 ft), cho phép đạt tốc độ tối đa 17,7 kn (32,8 km/h), và tầm hoạt động tối đa 8.500 nmi (15.700 km) khi đi tốc độ đường trường 10 kn (19 km/h). Khi đi ngầm dưới nước, chúng sử dụng hai động cơ/máy phát điện Garbe, Lahmeyer & Co. RP 137/c  tổng công suất 750 PS (550 kW; 740 shp). Tốc độ tối đa khi lặn là 7,6 kn (14,1 km/h), và tầm hoạt động 80 nmi (150 km) ở tốc độ 4 kn (7,4 km/h). Con tàu có khả năng lặn sâu đến 230 m (750 ft).
Vũ khí trang bị có năm ống phóng ngư lôi 53,3 cm (21 in), bao gồm bốn ống trước mũi và một ống phía đuôi, và mang theo tổng cộng 14 quả ngư lôi, hoặc tối đa 22 quả thủy lôi TMA, hoặc 33 quả TMB. Tàu ngầm Type VIIC bố trí một hải pháo 8,8 cm SK C/35 cùng một pháo phòng không 2 cm (0,79 in) trên boong tàu. Thủy thủ đoàn bao gồm 4 sĩ quan và 40-56 thủy thủ.

### Chế tạo
U-475 được đặt hàng vào ngày 10 tháng 4, 1941, và được đặt lườn tại xưởng tàu của hãng Deutsche Werke AG ở Kiel vào ngày 5 tháng 9, 1942. Nó được hạ thủy vào ngày 28 tháng 5, 1943, và nhập biên chế cùng Hải quân Đức Quốc Xã vào ngày 7 tháng 7, 1943 dưới quyền chỉ huy của Hạm trưởng, Đại úy Hải quân Otto Stoeffler.

## Lịch sử hoạt động
Sau khi hoàn tất việc huấn luyện trong thành phần Chi hạm đội U-boat 5, U-475 được điều sang Chi hạm đội U-boat 8 từ ngày 1 tháng 8, 1944 để hoạt động trên tuyến đầu, và sau đó sang Chi hạm đội U-boat 4 từ ngày 16 tháng 2, 1945.

### 1944

#### Chuyến tuần tra thứ nhất
Sau một chuyến đi ngắn từ cảng Kiel, Đức đến cảng Helsinki, Phần Lan vào đầu tháng 7, 1944, U-475 xuất phát từ đây vào ngày 11 tháng 7 cho chuyến tuần tra đầu tiên trong chiến tranh để hoạt động trong khu vực vịnh Phần Lan. Trong vịnh Vyborg vào ngày 28 tháng 7, nó phóng ngư lôi tấn công và gây hư hại cho tàu tuần tra Liên Xô MO-107 (55 tấn) tại tọa độ 60°12′B 28°46′Đ / 60,2°B 28,767°Đ. Chiếc tàu ngầm kết thúc chuyến tuần tra tại Helsinki vào ngày 31 tháng 8.

#### Chuyến tuần tra thứ hai
Sau khi di chuyển từ Helsinki đến Danzig (nay là Gdańsk thuộc Ba Lan) vào đầu tháng 9, chiếc U-boat khởi hành từ đây vào ngày 14 tháng 10 cho chuyến tuần tra thứ hai tại lối ra vào vịnh Phần Lan. Nó quay trở về Danzig vào ngày 17 tháng 11.

#### Chuyến tuần tra thứ ba
Trong chuyến tuần tra tiếp theo, diễn ra từ ngày 22 tháng 11 đến ngày 4 tháng 12, đều cùng xuất phát và kết thúc tại Danzig, U-475 đã hoạt động ở vùng biển về phía Đông Stockholm.

### 1944

#### Chuyến tuần tra thứ tư
U-475 lại khởi hành từ Danzig vào ngày 23 tháng 1, 1945 cho chuyến tuần tra thứ tư, cũng là chuyến cuối cùng, để tiếp tục hoạt động về phía Đông Stockholm và cửa vịnh Phần Lan. Khi kết thúc chuyến đi tại Danzigvào ngày 17 tháng 3, đây là lượt hoạt động dài ngày nhất của nó, với 54 ngày hoạt động trên biển.

#### Bị mất
Khi Thế Chiến II sắp kết thúc, U-475 di chuyển từ Danzig đến Kiel vào cuối tháng 3, 1945. Chiếc tàu ngầm bị đánh đắm tại Kiel trong khuôn khổ Chiến dịch Regenbogen vào ngày 3 tháng 5, 1945 để tránh bị lọt vào tay lực lượng Đồng Minh. Xác tàu được trục vớt và tháo dỡ năm 1947.

### Tóm tắt chiến công
U-475 đã gây hư hại cho một tàu chiến tải trọng 56 tấn:
| Ngày             | Tên tàu | Quốc tịch        | Tải trọng | Số phận   |
| ---------------- | ------- | ---------------- | --------- | --------- |
| 28 tháng 7, 1944 | MO-107  | Hải quân Liên Xô | 56        | Bị hư hại |